# ASAP Forever
ASAP Forever è un singolo del rapper statunitense ASAP Rocky, pubblicato il 5 aprile 2018. Il brano contiene un campionamento di Porcelain del musicista statunitense Moby, accreditato come featuring.
Un remix del brano, che vede la partecipazione dei rapper statunitensi T.I. e Kid Cudi, è stato inserito nel terzo album in studio di Rocky Testing al posto del brano originale.

## Antefatti
Il brano era stato anticipato da Rocky su Instagram con il titolo Gang. Appena dopo la pubblicazione del singolo, ASAP Rocky ha cantato il brano insieme a Distorted Records al The Tonight Show Starring Jimmy Fallon.

## Descrizione
Nel brano, Rocky descrive la sua lealtà alla ASAP Mob, il gruppo con cui ha iniziato a fare musica, parla di sue passioni come la cucina dominicana, elogia la musica di Frank Ocean affermando che bacia la sua partner ascoltando il suo album Blonde e loda diversi brand tra cui Margiela e Goyard.

## Video musicale
Il video musicale è stato pubblicato il 5 aprile 2018 sul canale YouTube di ASAP Rocky. Il video, girato a New York, vede la partecipazione della ASAP Mob.

## Classifiche
| Classifiche (2018-19) | Posizione massima |
| --------------------- | ----------------- |
| Australia             | 72                |
| Austria               | 61                |
| Canada                | 41                |
| Germania              | 77                |
| Norvegia              | 40                |
| Nuova Zelanda         | 35                |
| Stati Uniti           | 61                |
| Svezia                | 95                |
| Svizzera              | 45                |